# Egill Reimers
Egill Reimers (* 18. Juli 1878 in Bergen; † 11. November 1946 ebenda) war ein norwegischer Architekt und Segler. Er gilt als einer der Vorreiter der Bergener Schule, einer norwegischen Architekturrichtung des frühen 20. Jahrhunderts.

## Leben und Werk

### Frühe Jahre
Reimers wurde als Sohn des Bäckermeisters Bastian Reimers und dessen Frau Maren Jahn im westnorwegischen Bergen geboren. Sein älterer Bruder, Otto Georg Jahn Reimers (1867–1963), war Politiker der Senterpartiet und von 1922 bis 1933 Mitglied des Stortinges. Reimers besuchte die Technische Schule in Bergen, die er 1898 abschloss. Anschließend ging er, wie viele seiner Zeitgenossen, nach Deutschland und studierte an der Technischen Hochschule in München, unter anderem bei Friedrich von Thiersch, Carl Hocheder und Heinrich von Schmidt.
Nach Abschluss seines Studiums kehrte Reimers 1902 nach Bergen zurück, wo er zunächst zwei Jahre bei der städtischen Baubehörde arbeitete, bevor er sich 1904 selbstständig machte.

### Werk

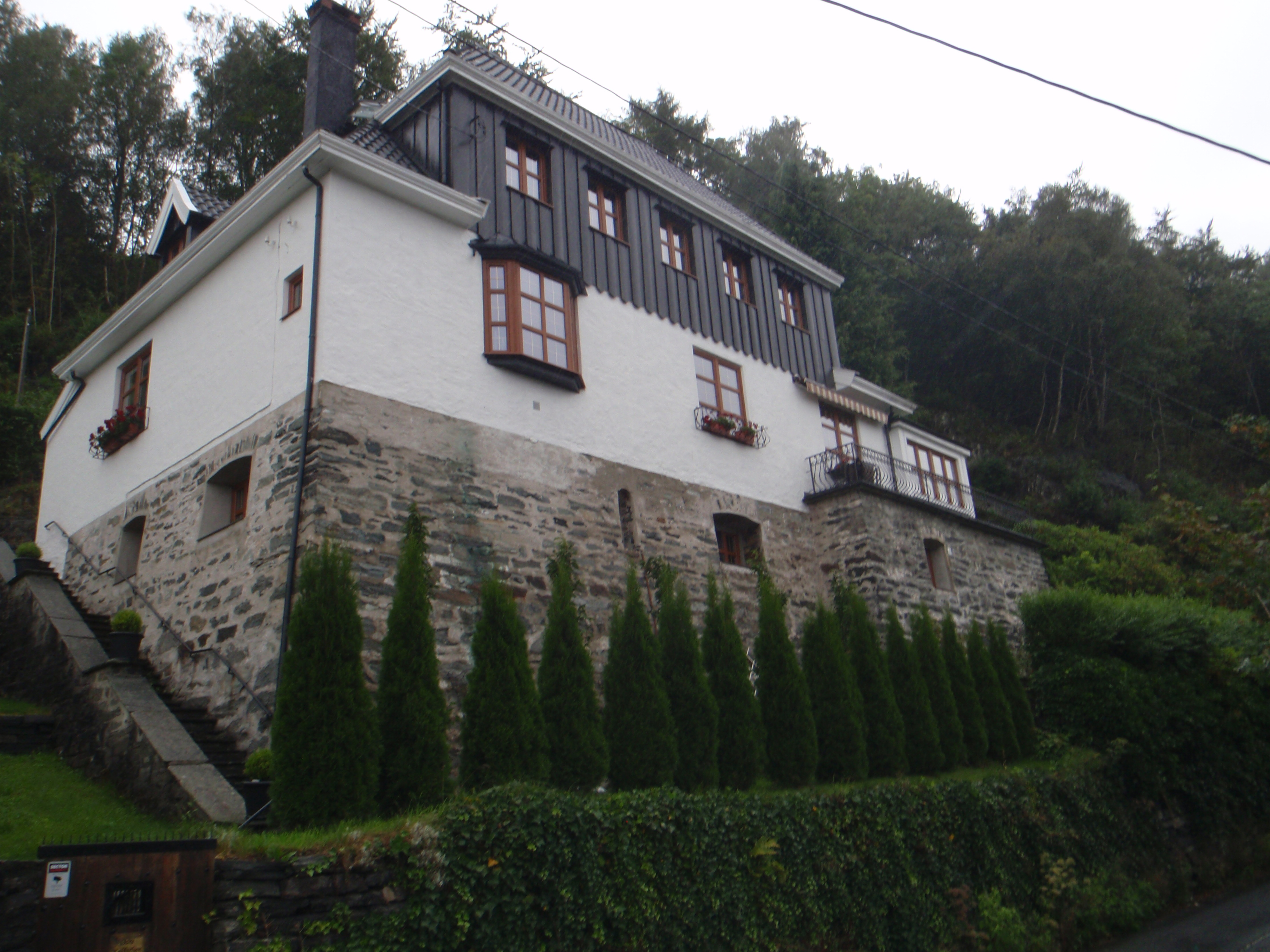
Haakon Sheteligs Villa Øvre Kalfarlien 42

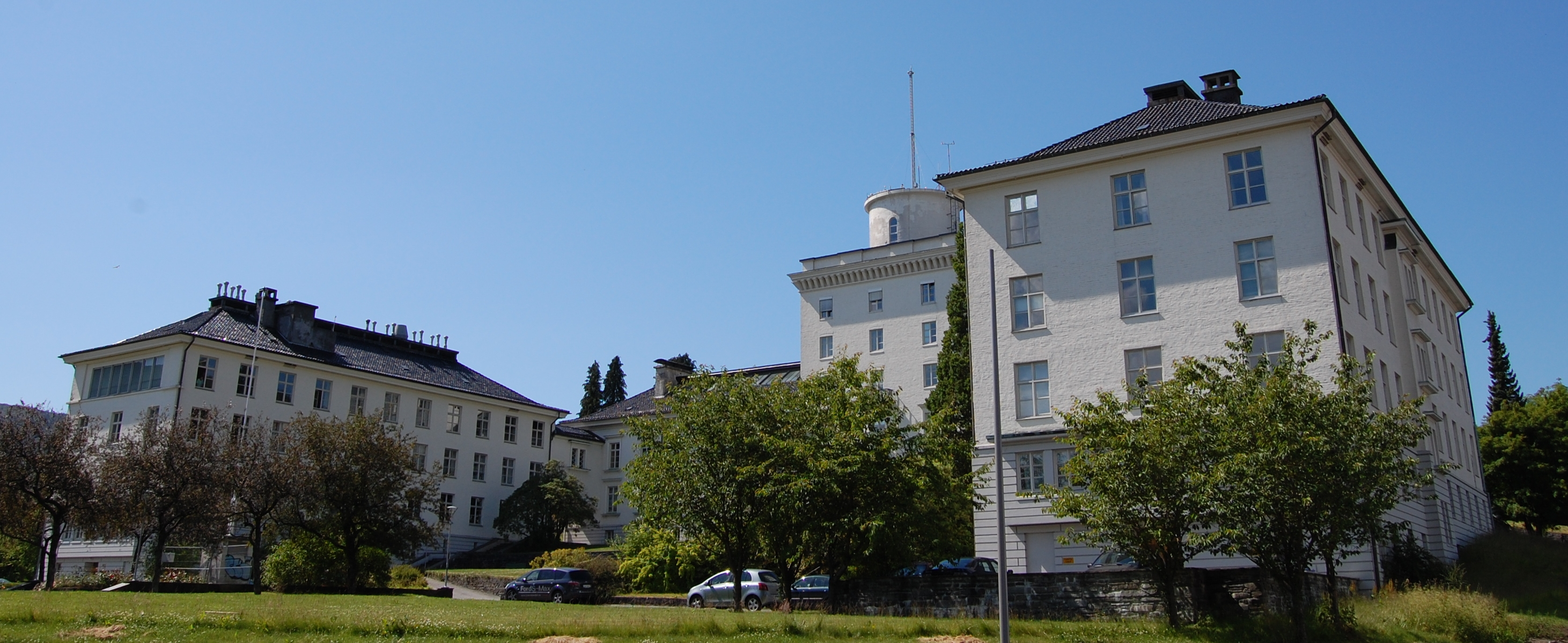
Institut für Geophysik

Zunächst entwarf Reimers vornehmlich Villen und Mietshäuser für die Bergener Oberschicht. Seine Bauwerke spiegelten den Geschmack der Zeit wider – Neoklassizismus und Jugendstil, mit Elementen der Arts-and-Crafts-Bewegung und traditioneller norwegischer Architektur. Sein erstes größeres Projekt war Turnhallen, die Turnhalle der Bergener Turnervereinigung, nach dem Gewinn einer Ausschreibung. Es folgten weitere öffentliche Monumentalbauten, die sich häufig durch Referenzen an ihre Funktion auszeichnen. So erinnert das Hauptgebäude des Kulturhistorischen Museums in Bergen mit seinen hohen Mauern, Gewölben und dem massiven Turm an mittelalterliche Architektur. Das Institut für Geophysik ist mit Symbolen für verschiedene Wissenschaften versehen, hält aber sonst eine nüchterne, wissenschaftliche Form.
1918 gewann er die Ausschreibung zum Bau des neuen Bergener Staatsarchivs mit einem Vorschlag, der von der Bergener Architektur des 17. Jahrhunderts und der Klosterarchitektur des Mittelalters inspiriert war.

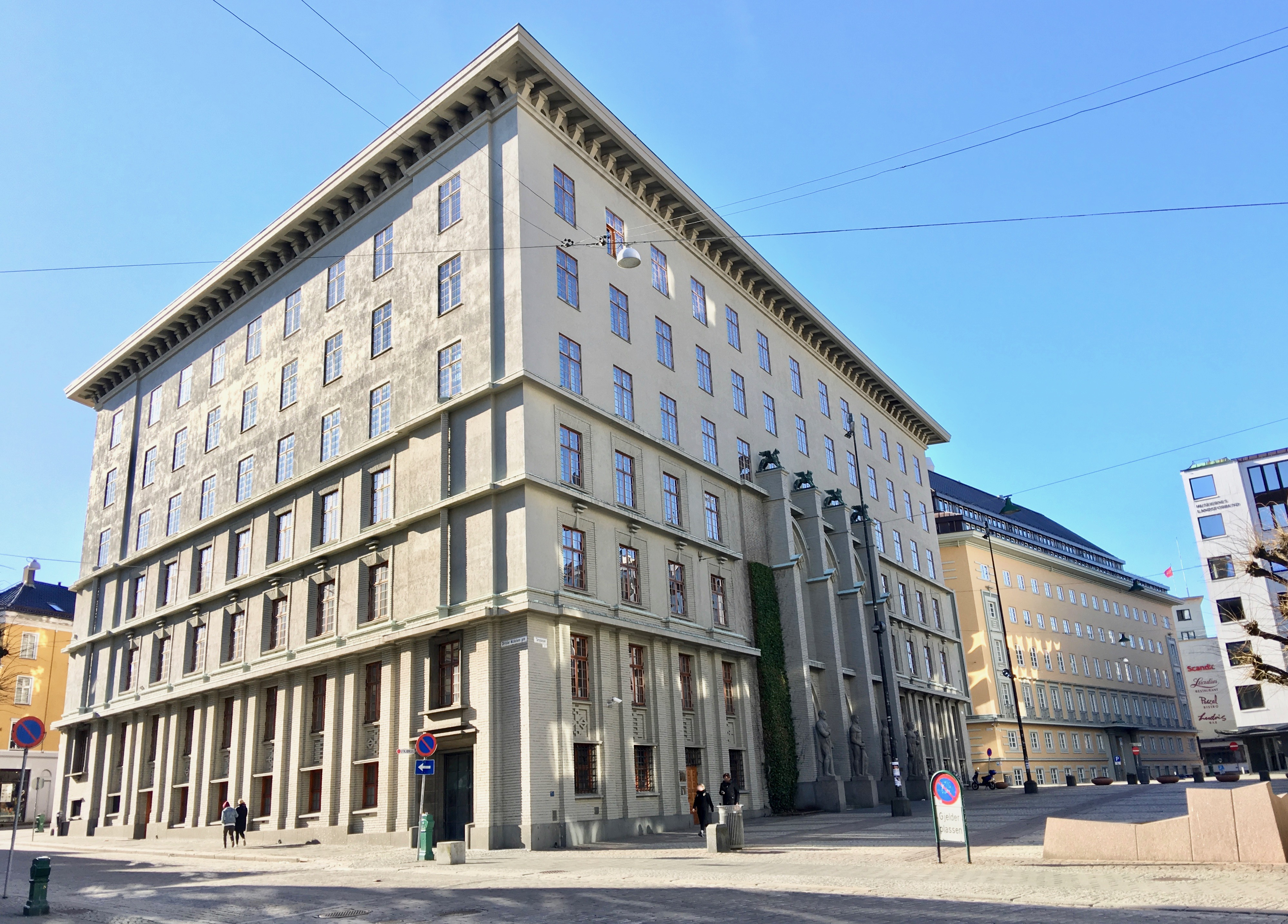
Bergen Tinghus

Als Reimers Hauptwerk gilt das Bergener Tinghus (Gerichtsgebäude), dessen Ausschreibung unter dem Motto Respekt für das Gesetz (Respekt for loven) er 1928 gewann. Die Fassade des neoklassizistischen Gebäudes wird durch eine monumentale Eingangspartie mit drei Spitzbögen dominiert, die von vier Statuen bewacht werden, welche die vier Kardinaltugenden symbolisieren. Im Inneren befindet sich ein an italienische Renaissancepaläste erinnernder überdachter Innenhof.
In den 1930er Jahren wandte sich Reimers auch radikaleren Baustilen zu. Sein Entwurf zum Umbau der Smith Sivertsen Bäckerei von 1930 gilt als erstes Gebäude Bergens im funktionalistischen Stil.

### Restaurierungen
Neben Zeichnungen zu eigenen Bauwerken unternahm Reimers auch Restaurierungen, vornehmlich mittelalterlicher Bauten. Zu den wichtigsten von Reimers restaurierten Bauwerken zählen der Turm der Klosterkirche von Selje und die Instandsetzung der Ruine des Lysekloster. Er setzte sich für den Erhalt historischer Gebäude in Bergen ein und war maßgeblich an ihrer Bestandsaufnahme beteiligt. Zudem war er Vorstandsmitglied in der Bergener Abteilung der Fortidsminneforeningen.

### Teilnahme an den Olympischen Spielen
Bei den Olympischen Sommerspielen 1920 in Antwerpen nahm Reimers als Mannschaftsmitglied der Heira II im Segeln in der 12-Meter-Klasse von 1919 teil und gewann die Goldmedaille. Allerdings war die Heira II auch das einzige teilnehmende Boot und so genügten zwei erfolgreich absolvierte Läufe. Zur Crew gehörten neben Reimers auch sein Architektkollege Kaspar Hassel, Christen Wiese, Martin Borthen, Arthur Allers sowie die Brüder Thor, Olaf und Erik Ørvig. Skipper der Heira II war Johan Friele.

## Auszeichnungen

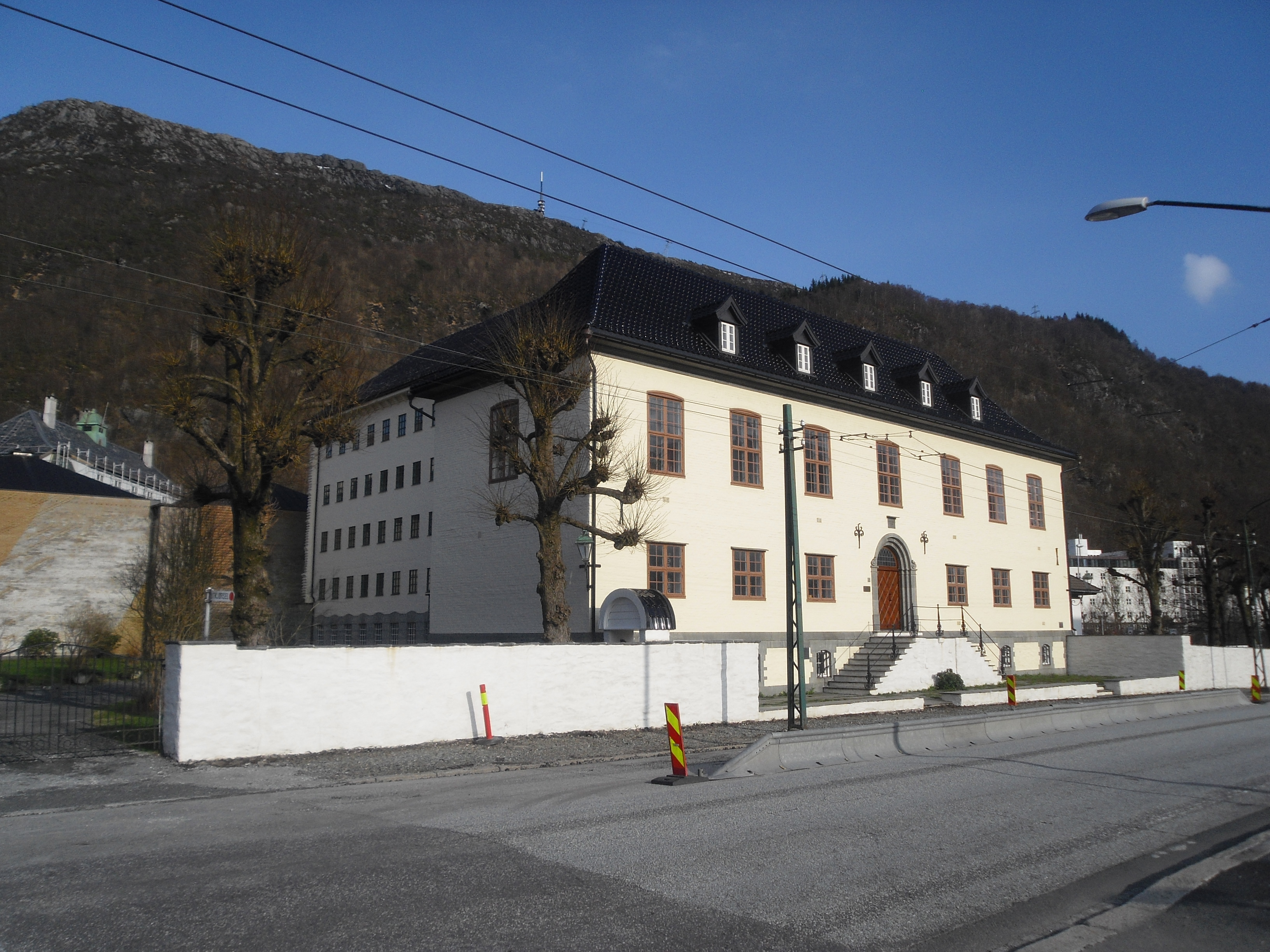
Staatsarchiv Bergen

- 1924 – Houens fonds diplom für das Staatsarchiv in Bergen[8]
- 1958 (posthum) – Ehrenmitglied des norwegischen Architektenverbandes[3]